# Vulfila
Vulfila ((nedokazano) gotsko *𐍅𐌿𐌻𐍆𐌹𐌻𐌰 Wulfila, "Mali volk"), znan tudi kot Ulfilas in Orfila, je bil Got ali kapadoški Grk, ki je služil kot škof in misijonar,  nadziral prevod Biblije v gotščino in bil udeleženec arijanskega spora, * okoli 311, † 383.
Razvil je gotsko abecedo, ki je temeljila na grškem alfabetu, da bi se Biblija lahko prevedla v gotščino. Jezikovna analiza prevoda, ki se sicer pripisuje njemu, je pokazala, da je Biblijo prevajalo več prevajalcev, verjetno pod njegovim nadzorom.

## Življenjepis
Vulfilova starša sta bila kapadoška Grka, ki so ju zasužnjili Goti. Vulfila je bil rojen v suženjstvu ali bil ujet kot otrok. Filostorgij, ki smo mu dolžni za veliko pomembnih podatkov o Vulfili, je bil Kapadočan. Vedel je, da so Vulfilovi  predniki prišli iz Kapadokije,  s katero so gotske skupnosti v Evropi še vedno imele tesne vezi. Vulfilova starša so Goti ugrabili v vasi  Sadagoltina v okrožji Parnas in ju odpeljali v Transdanubijo, gotsko pokrajino severno od Donave.  To naj bi se zgodilo leta 264. Vulfila je bil vzgojen kot Got in je kasneje obvladal grščino in latinščino. Vulfila je pokristjanil mnogo Gotov in oznanjal arijansko krščanstvo, ki je Gote razlikovalo od pravoslavnih sosedov in podložnikov v zahodnem Sredozemlju.
Vulfilo je v škofa posvetil Evzebij iz Nikomedije in ga poslal med Gote, da bi deloval kot misijonar. Leta 348 so ga po sedmih letih misijonarstva izgnali, da bi se izognil verskemu preganjanju gotskega poglavarja, verjetno Atanarika. Izgon je imel verjetno politično ozadje, ker so Goti na njegovo delovanje gledali kot na obliko rimske infiltracije. Vulfila je dobil od cesarja Konstancija II. dovoljenje za selitev med spreobrnjence iz pokrajin severno od Donave, ki so se naselili v  Meziji v bližini Nikopola ad Istrum v sedanji severni Bolgariji. Tam je Vulfila izoblikoval gotsko abecedo in vodil prevajanje Biblije iz grščine v gotski jezik, ki ga je opravljala skupina prevajalcev. Ohranjeni so fragmenti gotskega prevoda Biblije, zlasti Codexa Argenteus, ki je od leta 1648 v Univerzitetni knjižnici v Uppsali na Švedskem. Pergamentni list te Biblije je bil najden leta 1971 tudi v katedrali v Speyerju.

## Primarni viri
Vulfilovo življenje opisuje pet primarnih virov. Dva avtorja sta arijanca, trije pa pripadniki državne cerkve Rimskega cesarstva (nicejsko krščanstvo).
- Arijanski viri
  - Vulfilovo življenje v Avksencijevih pismih
  - fragmenti Filostorgijeve Cerkvene zgodovine
- Nicejski viri
  - Sozomenova Cerkvena zgodovina
  - Cerkvena zgodovina Sokrata Sholastika
  - Teodoritova Cerkvena zgodovina

Med zgodbami obeh taborov so velike razlike. Arijanski viri prikazujejo Vulfilo  kot arijanca od otroštva. Okoli leta 340 je bil posvečen v škofa in v 40. letih 4. stoletja letih sedem let širil evangelij med Goti. Zatem se je pod zaščito arijanskega cesarja Konstancija II. preselil v Mezijo (znotraj Rimskega imperija). Pozneje se je udeležil več koncilov in nadaljeval versko razpravo. Umrl je leta 383.
Poročila zgodovinarjev iz rimske cesarske cerkve se razlikujejo v več podrobnostih, vendar so na splošno podobna. Po njihovem mnenju je bil Vulfila večino svojega zgodnjega življenja pravoslavni kristjan in se je v arijanstvo preusmeril šele okoli leta 360 zaradi političnega pritiska proarijanskih cerkvenih in vladnih sil. O tem, kako je spreobračal Gote, so poročila različna. Sokrat Sholastik mu pripisuje manjšo vlogo in množično spreobrnjenje pripisuje gotskemu poglavarju Fritigernu, ki je prevzel arijanstvo iz hvaležnosti za vojaško podporo arijanskega cesarja. Sozomen pripisuje množično spreobrnitev  predvsem Vulfili, priznava pa tudi Fritigernovo vlogo.
Sodobni zgodovinarji so Iz več razlogov bolj naklonjeni arijanskim virom kot virom cesarske cerkve. Avksencij je bil zagotovo Vulfili najbližji in je imel dostop do bolj zanesljivih podatkov. Nicejski prispevki se med seboj preveč razlikujejo, da bi predstavljali enoten vir. Razprave o najboljši rekonstrukciji Vulfilovega življenja še trajajo.

## Vulfilovo verovanje
Vulfilovo verovanje je strnjeno v pismu, ki ga poveličuje in ga je napisal njegov posvojenec in učenec Avksencij Durostorski. Vulfila ločuje Boga Očeta ("nerojenega") od Boga Sina ("edinorojenega"), ki je bil rojen pred časom in je ustvaril svet, ter Svetega Duha, ki izhaja iz Očeta in Sina:
Jaz, Vulfila, škof in spovednik, sem vedno tako verjel in v tej edini pravi veri potujem do svojega Gospoda.  Verjamem v enega Boga Očeta, edinega nerojenega in nevidnega, in v njegovega edinorojenega sina, našega Gospoda in Boga, oblikovalca in ustvarjalca vsega stvarstva, ki nima sebi enakega, tako da je sam med vsemi bitji Bog Oče, ki je tudi Bog našega Boga. In v Svetem Duhu razsvetljuje in posvečuje moč, kot je rekel Kristus po vstajenju svojim apostolom: "In glej, pošiljam vam obljubo svojega Očeta; ostanite v mestu Jeruzalemu, dokler ne boste oblečeni v moč od zgoraj" (Luka 24:49) in spet "Toda moč boste prejeli, ko bo Sveti Duh prišel na vas" (Apd 1,8); ne da bi bil niti Bog (Oče) niti naš Bog (Kristus), temveč Kristusov strežnik ... podrejen in v vsem pokoren Sinu; in Sin, podložen in v vsem pokoren Bogu, ki je njegov Oče ... (katerega) je v svojem Svetem Duhu postavil po svojem Kristusu.
Maksiminij, arijanski teolog iz 5. stoletja, je prepisal Auvksevcijevo pismo na margine enega od prepisov Ambroževe De Fide. V ohranjenem besedilu je nekaj praznin.

## Časti
Po škofu Vulfili je poimenovan ledenik Vulfila na otoku Greenwich v Južnih Shetlandskih otokih na Antaktiki.